# Mochudi Centre Chiefs
Mochudi Centre Chiefs is een voetbalclub uit Mochudi, Botswana. De club werd opgericht in 1972. Ze spelen in de Mascom Premier League, de hoogste voetbaldivisie van Botswana en werden landskampioen in 2008, 2012 en 2013.

## Palmares
Landskampioen
in 2008, 2012, 2013
Botswana Defence Force XI · 
Botswana Meat Commission · 
ECCO City Greens · 
Extension Gunners · 
FC Satmos · 
Gaborone United · 
Miscellaneous · 
Mochudi Centre Chiefs · 
Mogoditshane Fighters · 
Motlakase Power Dynamos · 
Nico United · 
Notwane FC · 
Police XI · 
TAFIC · 
Township Rollers · 
Uniao Flamengo Santos